# Martin Wierstra

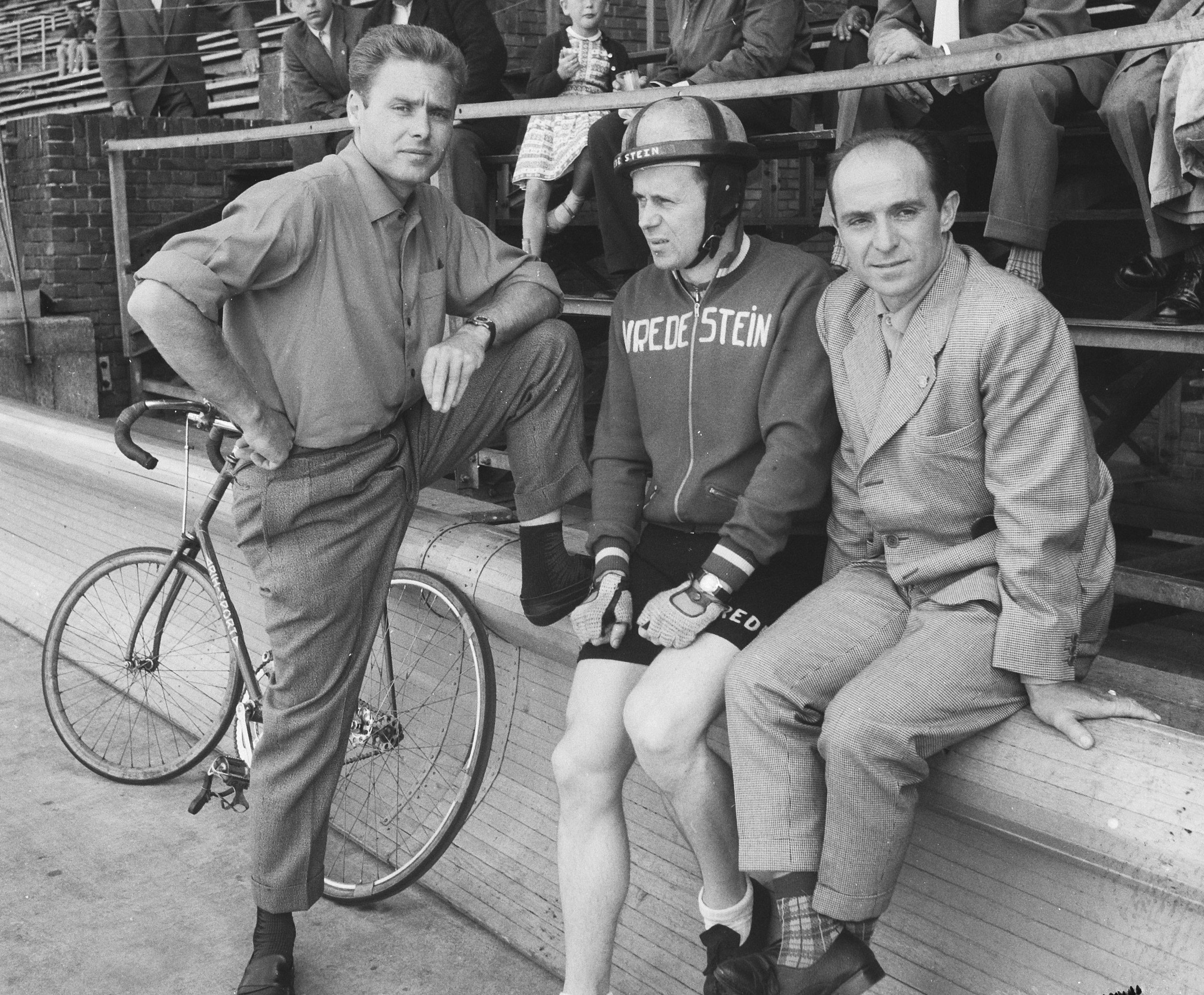
Martin Wierstra (Mitte) mit Paul Depaepe (links) und Guillermo Timoner (rechts) bei den Vorbereitungen zu den Bahn-Weltmeisterschaften 1959

Martin Wierstra (* 29. Mai 1928 in Amsterdam; † 23. Oktober 1985 ebenda) war ein niederländischer Bahnradsportler.
Dreimal – 1957, 1960 und 1961 – wurde Martin Wierstra niederländischer Meister im Steherrennen, 1962 wurde er nochmals Dritter. Bei den UCI-Bahn-Weltmeisterschaften 1960 in Karl-Marx-Stadt belegte er den zweiten Platz bei den Amateur-Stehern, hinter der Führung von Schrittmacher Felicien Van Ingelghem.
Nach seinem Rücktritt vom aktiven Radsport 1962 war Wierstra als niederländischer Nationaltrainer der Steher tätig.